# São Pedro da Cova
São Pedro da Cova ist eine Kleinstadt und eine ehemalige Gemeinde (Freguesia) im Norden Portugals. Sie hat 16.465 Einwohner (Stand 2011) und liegt etwa 10 km von der Stadt Porto entfernt, zu deren Großraum sie gehört.

## Geschichte

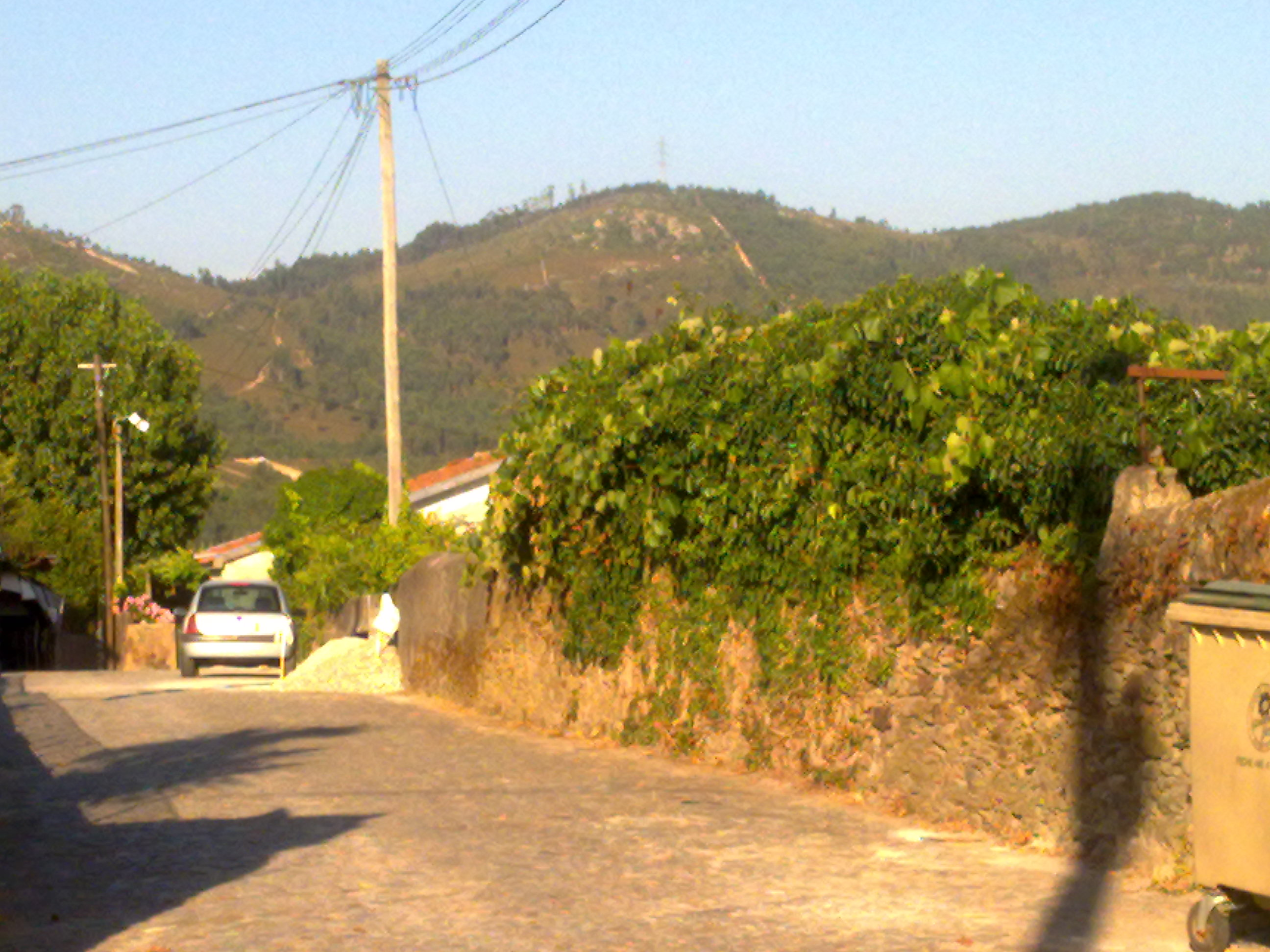
Blick vom Ortsrand São Pedro da Covas auf die umgebenden Hügelketten der Serra de Castiçal

Die ersten Aufzeichnungen über São Pedro da Cova stammen aus dem Jahr 1138: der Ort taucht als Verwaltungssitz des Couto de S. Pedro da Cova in einer Schenkungsurkunde auf, mit der Portugals erster König Afonso Henriques Gebiete an den Bischof von Porto gab. König Afonso III. bestätigte 1379 die Schenkung des Kreises São Pedro da Cova, der zum Gerichtsbezirk von Gondomar gehörte.
1795 wurden bedeutende Kohlevorkommen in São Pedro da Cova entdeckt.
São Pedro da Cova blieb Sitz eines eigenständigen Kreises, bis er im Zuge der Verwaltungsreformen nach der Liberalen Revolution 1822 und dem Miguelistenkrieg 1836 aufgelöst wurde. Seither ist São Pedro da Cova eine Gemeinde im Kreis Gondomar.
Bis zum Ende des Zweiten Weltkriegs 1945 wuchsen die Kohleminen von São Pedro da Cova zum bedeutendsten Förderstandort Portugals an. Zeitweise arbeiteten etwa 1800 Menschen hier und förderten bis zu 70 % der portugiesischen Kohleproduktion. Danach gingen die Fördermengen zurück, 1970 wurde die Mine geschlossen.
Trotz der Minenschließung erfuhr São Pedro da Cova weiterhin eine bedeutende wirtschaftliche Entwicklung und eine entsprechende Urbanisierung. Ab 1945 plante das Estado-Novo-Regime hier erstmals eine fortschrittliche Sozialsiedlung. Die zwischen 1958 und 1961 entwickelten Pläne der Architekten Nuno Teotónio Pereira und Nuno Portas (Vater des Politikers Paulo Portas) konkretisierten das Projekt, das danach jedoch nicht zur Ausführung gelangte.
Am 30. Juni 1989 wurde der Ort zur Kleinstadt (Vila) erhoben.
Mit der Administrative Neuordnung in Portugal 2013 wurde die Gemeinde São Pedro da Cova aufgelöst und mit der Gemeinde Fânzeres zur neuen Gemeinde Fânzeres e São Pedro da Cova zusammengeschlossen.

## Kultur und Sehenswürdigkeiten

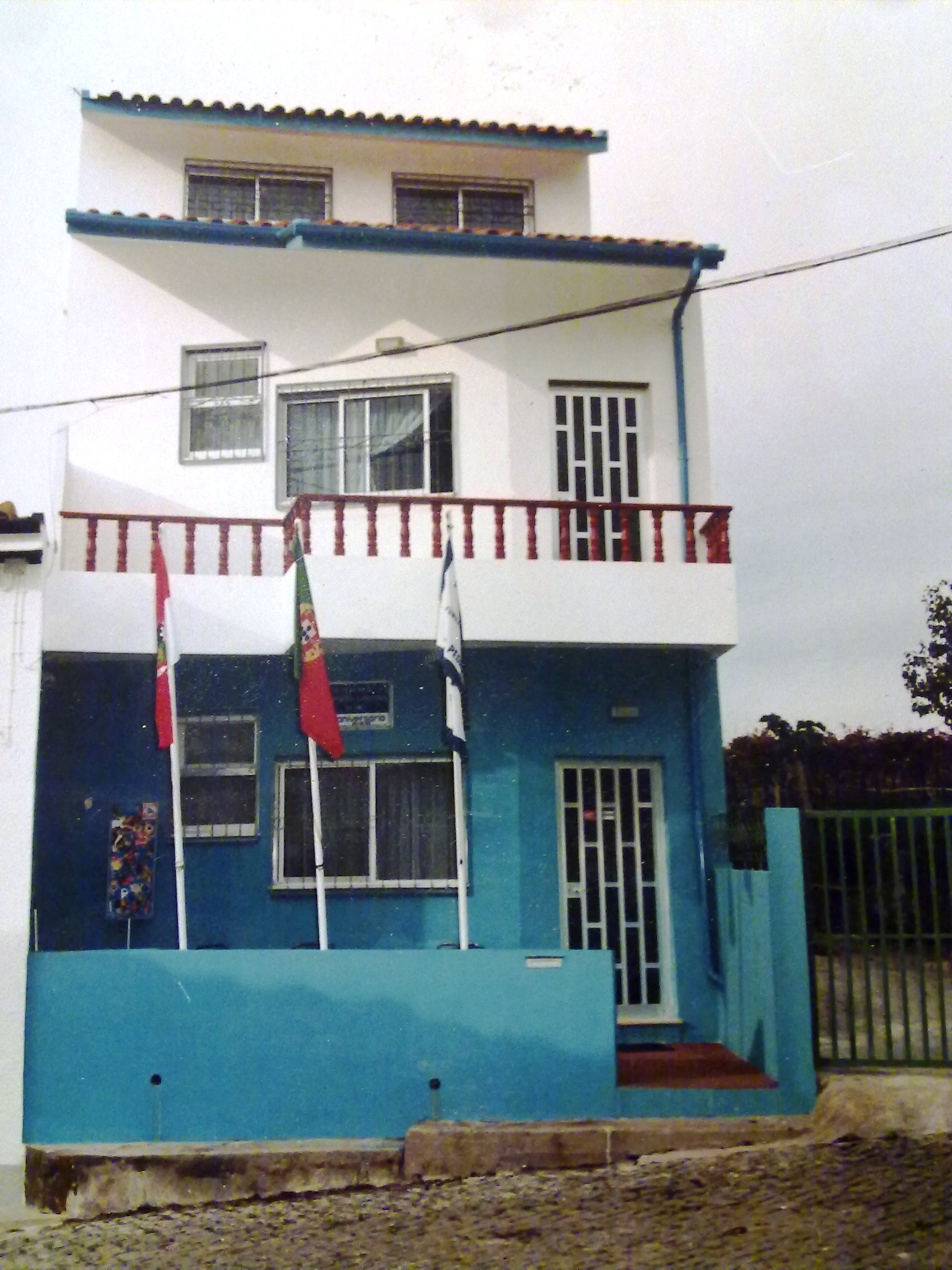
Vereinsheim der Associação Recreativa Desportiva e Cultural da Mó

Der 1935 errichtete, 38,5 Meter hohe Förderturm Cavalete Poço de S. Vicente gilt als ein Wahrzeichen von São Pedro da Cova und erinnert an die Geschichte des Ortes als bedeutender Kohlestandort. Er steht heute unter Denkmalschutz. Die Minen wurden 1802 eröffnet und erreichten im Zweiten Weltkrieg ihren Höhepunkt. 1970 wurden sie eingestellt. Das Museu Mineiro de São Pedro da Cova – Casa da Malta erinnert heute an diesen Teil der Ortsgeschichte.
In der ehemaligen Gemeinde sind eine Vielzahl Kultur-, Sport- und Musikvereine aktiv. Die Gemeindewebsite führt 28 bestehende Bürgervereine auf, darunter ein Jagdverein, ein Brieftaubenklub, Volkstanzgruppen, Orchester und Musikschulen, dazu eine Reihe Sportvereine, eine Pfadfindergruppe und ein Freundeskreis für das Andenken an die Kohlengeschichte der Gemeinde.
Die Gemeindekirche Igreja Matriz de São Pedro da Cova wurde am 22. September 1963 eingeweiht und ersetzte das frühere Gotteshaus aus dem Jahr 1860. Sie verbindet in außergewöhnlicher Weise die Moderne mit klassischen Kirchenbauten.

## Verwaltung
São Pedro da Cova ist eine ehemalige Gemeinde (Freguesia) im Kreis (Concelho) von Gondomar im Distrikt Porto. Die Gemeinde hatte eine Fläche von 13,9 km² und 16.465 Einwohner (Stand 30. Juni 2011). Der Ort wurde am 30. Juni 1989 zur Vila (dt.: Kleinstadt) erhoben.

Lage der ehemaligen Gemeinde São Pedro da Cova im Kreis Gondomar

Die Gemeinde bestand nur aus dem gleichnamigen Ort. Dieser war jedoch im Laufe des 20. Jahrhunderts aus 15 Orten zusammengewachsen, die bis heute als Stadtteile oder Stadtviertel bestehen blieben:
| - Bela Vista - Belói - Bouça do Arco - Carvalhal - Cimo da Serra | - Covilhã - Ervedosa - Gandra - Mó - Passal | - Ramalho - Silveirinhos - Tardariz - Vale do Souto - Vila Verde |

Im Zuge der Gebietsreform vom 29. September 2013 wurden die Gemeinden São Pedro da Cova und Fânzeres zur neuen Gemeinde União das Freguesias de Fânzeres e São Pedro da Cova zusammengeschlossen.

## Politik
In den Kommunalwahlen seit der Nelkenrevolution 1974 war zunächst die sozialdemokratische PS erfolgreich, so dass sie 1976 und 1979 den Bürgermeister der Gemeinde (Presidente da Junta de Freguesia) stellte. Danach ging hier stets das kommunistische Wahlbündnis CDU als stärkte Partei aus den Kommunalwahlen hervor, so dass sie seither den Bürgermeister stellt. Einzige Ausnahme blieb die Kommunalwahl 1997, als die liberal-konservative PSD stärkste Kraft wurde und einmalig den Bürgermeister stellte (Stand März 2018).
Seit 2009 ist Pedro Miguel Teixeira Martins Vieira (CDU) Gemeindebürgermeister.

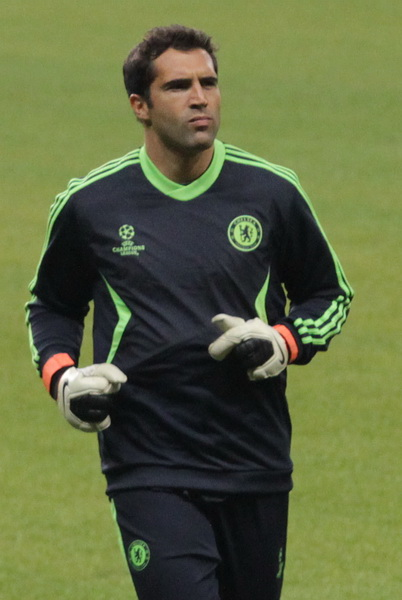
Henrique Hilário im Trikot des FC Chelsea (2010)

## Söhne und Töchter der Stadt
- Henrique Hilário (* 1975), Fußballtorwart und Trainer, seit 2006 beim FC Chelsea, seit 2016 dort Torwarttrainer
- Cláudia Pascoal (* 1994), Sängerin, vertrat Portugal beim Eurovision Song Contest 2018